# Joseph W. Jackson
Joseph Webber Jackson (Savannah, 6 dicembre 1796 – Savannah, 29 settembre 1854) è stato un politico statunitense.

## Biografia
Era il figlio più giovane del governatore della Georgia James Jackson e della moglie Mary Charlotte Young. Entrambi i genitori morirono quando era ancora bambino, lasciandolo orfano. Dopo essere diventato avvocato entrò a far parte del consiglio municipale di Savannah, divenendo anche sindaco della città tra il 1826 e il 1828. Servì nella milizia della Georgia, raggiungendo il grado di colonnello.
Entrato nel Partito Democratico, venne eletto alla Camera dei Rappresentanti per un mandato. Era un sostenitore della secessione, e dopo il mandato scelse di non ricandidarsi e tornò in Georgia nel 1853, morendo l'anno successivo mentre serviva come giudice della corte suprema georgiana.